# Bellengreville (Seine-Maritime)
Bellengreville ist eine französische Gemeinde mit 471 Einwohnern (Stand 1. Januar 2022) im Département Seine-Maritime in der Region Normandie. Sie gehört zum Dieppe und zum Kanton Dieppe-2.

## Bevölkerungsentwicklung
| Jahr      | 1962 | 1968 | 1975 | 1982 | 1990 | 1999 | 2007 | 2014 |
| Einwohner | 257  | 278  | 313  | 377  | 404  | 397  | 470  | 465  |

## Sehenswürdigkeiten

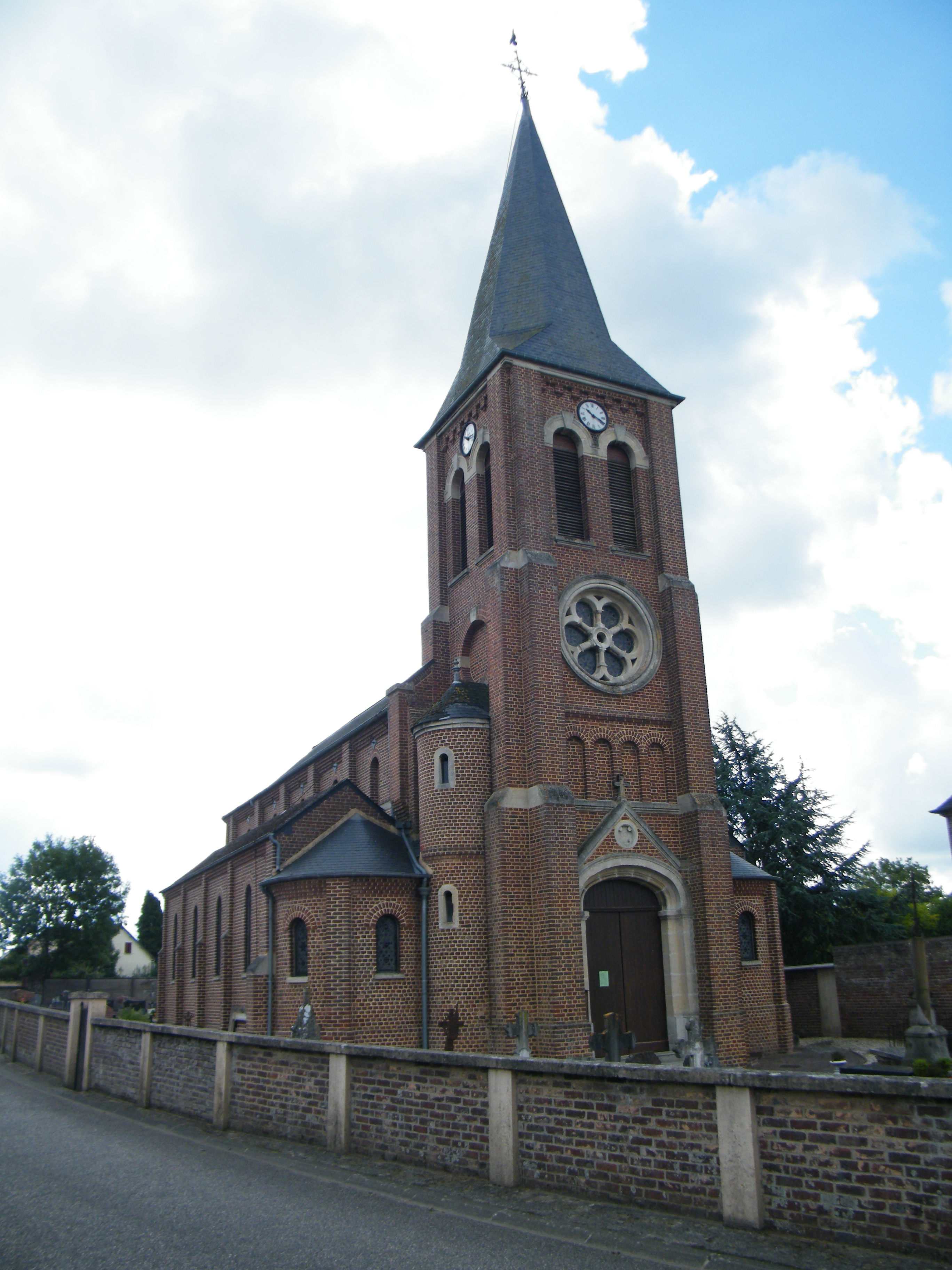
Kirche Saint-Germain
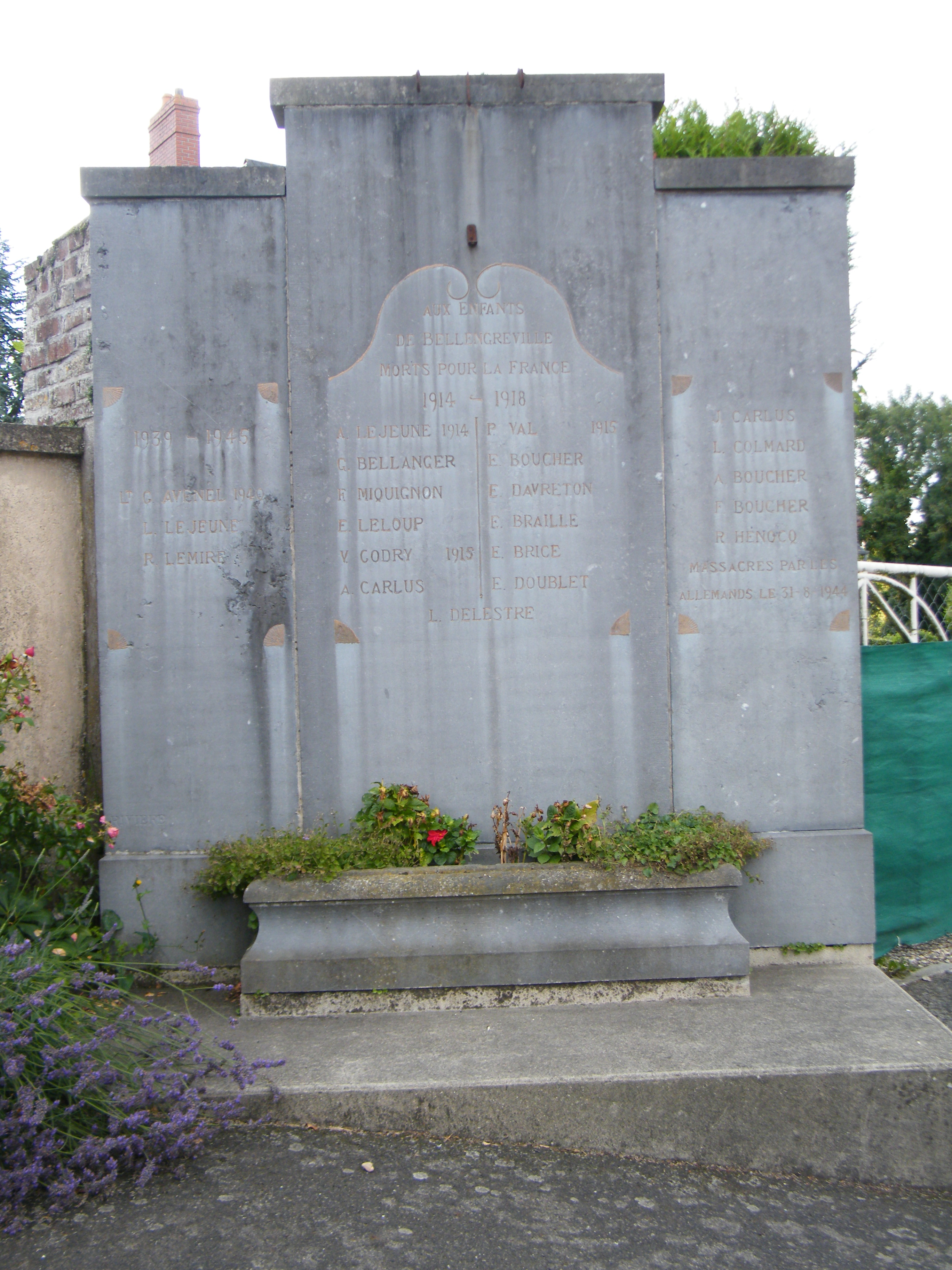
Kriegerdenkmal

- Kirche Saint-Germain
- Kriegerdenkmal